# Fuchibotulus
Fuchibotulus is een geslacht van spinnen uit de familie Trachelidae.

## Soorten
- Fuchibotulus bicornis Haddad & Lyle, 2008
- Fuchibotulus haddadi Lyle, 2013
- Fuchibotulus kigelia Haddad & Lyle, 2008